# NGC 5695
NGC 5695 este o galaxie seyfert de tip 2⁠(d) situată în constelația Boarul. A fost descoperită în 1785 de către William Herschel. Se află la o distanță de 64,29 de megaparseci de Pământ.